# Rójka
Rójka, rojenie – liczne wystąpienie uskrzydlonych owadów dorosłych (imagines) w celu odbycia lotu godowego, podczas którego dochodzi do kopulacji.
Określenie "rójka" jest używane do lotów godowych mrówek (Formicidae), termitów (Isoptera), jętek (Ephemeroptera), chruścików (Trichoptera), muchówek (Diptera) i wielu innych owadów. Nie dotyczy to pszczół, dla których rójka jest rozdzieleniem rodziny na dwie lub więcej rodzin. Do lotów godowych u pszczół dochodzi po zasiedleniu nowego gniazda.

## Rójka u pszczół

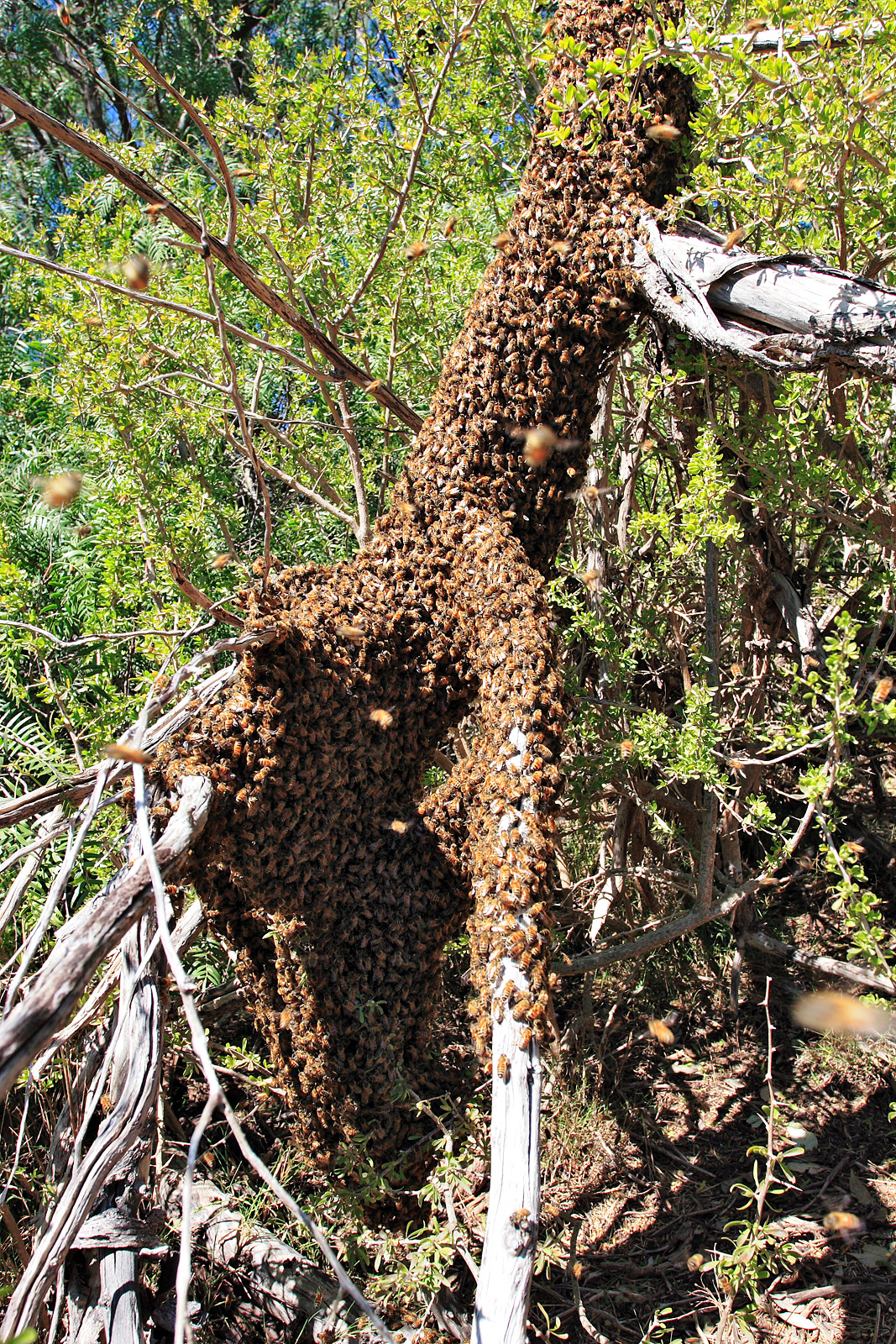
Rój pszczeli na powalonym drzewie

Rójka (rój naturalny) – pszczoły i robotnice razem z matką opuszczające rodzinę pszczelą, jest to nazywane rojeniem. Po wyjściu z ula najczęściej skupiają się w kłąb rojowy w miejscu nieosłoniętym i pozostają tak przez jakiś czas. Pszczoły otaczają matkę, skupiają się ciasno, trzymając się jedna drugiej. Temperatura w centrum kłębu wynosi ok. 34,5 °C, w warstwie zewnętrznej jest niższa.
Rój po znalezieniu przez pszczoły wywiadowczynie odpowiedniego miejsca na osiedlenie (dziupli, pustego ula itp.) przenosi się tam i robotnice rozpoczynają budowę plastrów. Wraz z pojawieniem się w nowym gnieździe czerwiu i zapasów - rój przekształca się w rodzinę pszczelą. Jeśli minie nastrój rojowy, a czerw się nie pojawi to  nie powstaje rodzina pszczela.
Jedna rodzina pszczela może wydać kilka rojów naturalnych. Pierwszy to pierwak i jest bardzo liczny, ma starą matkę, kolejne roje są coraz mniej liczne i mają młodą matkę. 
Naturalnie przebiegająca rójka jest zazwyczaj zjawiskiem niepożądanym w pszczelarstwie, ponieważ pozbawia pasiekę dużej ilości robotnic i dojrzałej matki. Aczkolwiek pozbycie się starej matki jest pożądane. Zapobieganie rójce polega najczęściej na izolowaniu nowych matek, usuwaniu mateczników i wymianie starych matek, które naturalnie mają tendencję do rojenia się, aby zrobić miejsce dla nowych matek. Jeżeli dojdzie do rójki, można nakłonić rój do powrotu do ula, poprzez oblewanie go wodą. W efekcie, pszczoły oceniają, że warunki pogodowe nie sprzyjają przeprowadzce i wracają do macierzystego ula. Pszczoły pryska się wodą również po to, by rój się zacieśnił (łatwiej go wtedy złapać). Możliwe jest również zgarnięcie całego roju do specjalnego pojemnika lub worka i przeniesienie go do pustego ula (Według innej metody: złapany rój umieszcza się w chłodnym miejscu do momentu aż nastrój rojowy zniknie). Rój najprawdopodobniej zaaklimatyzuje się w nowym ulu i założy tam rodzinę pszczelą. Podczas działań z rojem, kluczowe znaczenie ma zidentyfikowanie i właściwe traktowanie matki, ponieważ to od niej zależy zachowanie wszystkich pozostałych pszczół. Domyślamy się, że złapaliśmy matkę, jeżeli pszczoły których nie złapaliśmy będą próbowały się dostać do zamkniętej matki.
Rój pszczeli jest w specjalny sposób traktowany w polskim prawie. Zgodnie z art. 182 Kodeksu cywilnego rój pszczół staje się niczyim, jeżeli właściciel nie odszukał go przed upływem trzech dni od dnia wyrojenia. Właścicielowi wolno w pościgu za rojem wejść na cudzy grunt, powinien jednak naprawić wynikłą stąd szkodę (§1).  Jeżeli rój osiadł w cudzym ulu niezajętym, właściciel może domagać się wydania roju za zwrotem kosztów (§2). Jeżeli rój osiadł w cudzym ulu zajętym, staje się on własnością tego, czyją własnością był rój, który się w ulu znajdował. Dotychczasowemu właścicielowi nie przysługuje w tym wypadku roszczenie z tytułu bezpodstawnego wzbogacenia (§3) ponieważ właściciel rodziny, z której rój pochodzi może wejść w pogoni za rojem na cudzy teren, również bez zgody właściciela. Ponadto, jeżeli rój osiądzie w ulu innego pszczelarza, do trzech dni pozostaje własnością tego, z którego pasieki pochodził. Wyjątkiem jest sytuacja, gdy rój osiądzie w ulu, w którym już była matka.

## Rójka u jętek
W przypadku jętek pierwsze rojenie nie zawsze jest lotem godowym, gdyż jętki mają dwa stadia uskrzydlone. W pierwszym okresie wylotu z wody mamy do czynienia z uskrzydlonym subimago. Dopiero w kolejnej wylince jętki osiągają stadium owada doskonałego imago.
W pierwszej fazie właściwego lotu godowego w roju znajdują się samce. Do tego roju lecą samice by odbyć kopulację. Loty godowe jętek odbywają się na wysokość od kilku do kilkunastu metrów. U niektórych gatunków występują rójki nisko przy ziemi lub nawet na wysokości 30 metrów nad ziemią.

## Rójka u mrówek

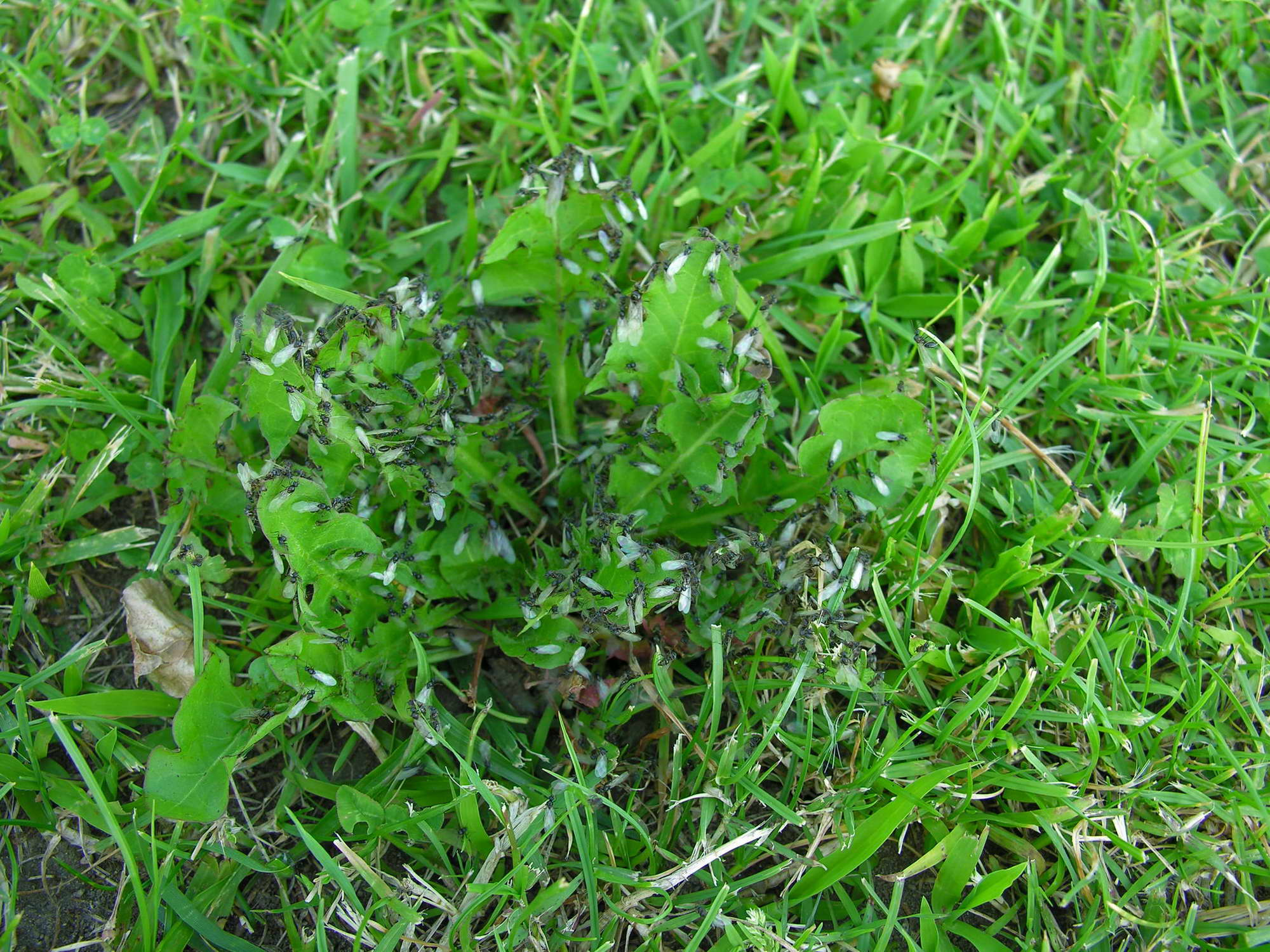
Początek rójki u mrówek

W kilka lat po założeniu kolonii z poczwarek "królewskich" u mrówek pojawiają się osobniki dorosłe. Zwykle w ciepły dzień lata zaczynają wychodzić z wielu mrowisk uskrzydlone osobniki dorosłe. Samce i większe zazwyczaj samice wspinają się na czubki roślin i wzlatują w powietrze. Kopulacja odbywa się zazwyczaj w powietrzu. U niektórych mrówek do kopulacji dochodzi na ziemi. W krótkim locie godowym samica gromadzi nasienie od kilku samców. Samce po locie godowym giną a samice poszukują miejsc do założenia nowej kolonii lub wnikają do istniejącego gniazda.